# Alfred Edmund Brehm
Alfred Edmund Brehm (Renthendorf, 2 febbraio 1829 – Renthendorf, 11 novembre 1884) è stato un biologo e scrittore tedesco, figlio di Christian Ludwig Brehm.
Grazie alla sua opera Vita degli Animali, il suo nome è diventato famosissimo nella letteratura zoologica popolare.

## Biografia
Alfred Brehm nacque ad Unterrenthendorf (oggi Renthendorf), un piccolo villaggio della Turingia, dal ministro Christian Ludwig Brehm e dalla sua seconda moglie Bertha. Christian Ludwig Brehm si guadagnò una buona reputazione in ambito ornitologico grazie alle sue pubblicazioni e ad una vastissima collezione di uccelli impagliati. La collezione, che era situata all'interno della casa del pastore del villaggio e che era composta da più di 9000 esemplari, offriva uno scorcio sul mondo degli uccelli europei. Le ricerche del padre fecero nascere in Brehm un interesse per la zoologia, ma agli inizi voleva diventare architetto. Nella primavera del 1844 cominciò a studiare con un costruttore ad Altenburg.
Là continuò i suoi studi fino al settembre del 1846, quando lasciò la città per andare a Dresda con lo scopo di studiare architettura; comunque, interruppe i suoi studi dopo due semestri, poiché Johann Wilhelm von Müller, un noto ornitologo, era alla ricerca di un compagno per una spedizione in Africa. Brehm si unì alla spedizione il 31 maggio 1847 come segretario e assistente di von Müller. La spedizione lo portò in Egitto, in Sudan e nella penisola del Sinai; le scoperte che fece furono così importanti che, all'età di soli 20 anni, venne eletto membro dell'Accademia tedesca Leopoldina di Scienze Biologiche Naturali.
Dopo il ritorno, nel 1853 iniziò a studiare Scienze Biologiche all'Università di Jena, specializzandosi in Zoologia e Botanica. Come il fratello Reinhold, divenne un membro attivo all'interno del corpo studentesco Saxonia Jena; a causa della sua spedizione in Nordafrica, i suoi compagni gli affibbiarono il nomignolo di Pharaoh (faraone). Si laureò dopo quattro semestri nel 1865 e nel 1866 intraprese un viaggio di due anni in Spagna con suo fratello Reinhold. In seguito si stabilì a Lipsia come scrittore a tempo pieno e scrisse molte pubblicazioni scientifiche per il Die Gartenlaube e per altre riviste. Oltre a questo, compì una spedizione in Norvegia e Lapponia nel 1860.
Nel maggio del 1861 Brehm sposò la cugina Mathilde Reiz, che gli diede cinque figli. Dal momento che amava viaggiare, nel 1862 accettò l'invito del Duca Ernesto II di Saxe-Coburgo-Gotha di accompagnarlo in un viaggio in Abissinia. Successivamente, Brehm viaggiò in Africa, in Scandinavia e in Siberia. Gli scritti e i resoconti di spedizione sul mondo animale furono ben accolti dalla borghesia intellettuale; per questo motivo, l'editore dell'Istituto Bibliografico, Herrmann Julius Meyer, gli commissionò di scrivere un grosso volume sul mondo animale. Questo libro divenne famoso in tutto il mondo come Vita degli Animali. Sebbene dai tempi di Brehm a oggi l'etologia abbia fatto passi da gigante, quest'opera è ancora ben nota nel mondo scientifico.
La vita di Brehm fu tutto un susseguirsi di impegni letterari, spedizioni scientifiche ed eventi culturali. Nonostante questo, nel 1862, accettò il posto di primo direttore allo zoo di Amburgo e mantenne questa carica fino al 1867. Successivamente si trasferì a Berlino, dove aprì un acquario. Rimase all'acquario fino al 1874. Nell'inverno tra il 1883 e il 1884 Brehm progettò una serie di eventi culturali negli USA. Poco prima della partenza, i suoi quattro figli contrassero la difterite. Dal momento che non poteva permettersi di infrangere il contratto, Brehm, vedovo dal 1878, andò avanti lo stesso con i suoi impegni. Alla fine di gennaio ricevette la notizia della morte del più giovane dei suoi figli. Dopo aver appreso con tristezza questa notizia, Brehm ebbe una recidiva di malaria, contratta durante una spedizione in Africa. L'11 maggio 1884 ritornò a Berlino. Allo scopo di trovare un po' di pace, a luglio ritornò alla sua casa natale di Renthendorf (oggi sede del Brehm Memorial Museum), dove morì l'11 novembre 1884.
| A.E.Brehm è l'abbreviazione standard utilizzata per le specie animali descritte da Alfred Edmund Brehm. Categoria:Taxa classificati da Alfred Edmund Brehm |